# 1827 ve fotografii
Tento článek obsahuje významné fotografické události v roce 1827.

## Události
- Cestou za svým nemocným bratrem se Joseph Nicéphore Niepce zastavil v Paříži, kde se setkal s Daguerrem. Měl s sebou několik výsledků svých experimentů s heliografií. Navázal také přátelský vztah s botanikem Franzem Bauerem, pro kterého napsal krátké pojednání „Notice sur l'Heliographie“. Navštívil Královskou akademii a žádal finanční podporu pro své experimenty. Jeho žádost však byla zamítnuta, údajně proto, že odmítl společnosti prozradit detaily svého objevu.[1]

## Narození v roce 1827
- 10. ledna – Carl Friedrich Mylius, německý fotograf († 23. května 1916)
- 22. ledna – Élise L'Heureux, kanadská fotografka († leden 1896)
- 3. února – Olympe Aguado, francouzský fotograf († 25. října 1894)
- 27. května – Thomas Keith, skotský lékař a fotograf († 9. října 1895)
- 13. června – Alberto Henschel, německo-brazilský fotograf († 30. června 1882)
- 3. července – Maria Hille, nizozemská fotografka († 1893)
- 15. srpna – Ludwig Angerer, rakouský fotograf († 12. května 1879)
- 19. srpna – Constant Alexandre Famin, francouzský fotograf († 2. dubna 1888)
- 14. září – Hermann Krone, německý fotograf, vědec a publicista († 17. září 1916)
- 21. září – Emma Schenson, švédská fotografka a malířka († 17. března 1913)
- 31. prosince – William Carrick, skotský umělec a fotograf († 11. listopadu 1878)
- ? – Maksymilian Fajans, polský litograf a fotograf († 28. července 1890)
- ? – Louis-Camille d'Olivier, francouzský fotograf († 1870)
- ? – Giacomo Luzzatto, italský fotograf († 1888)
- ? – Alphonse Liébert, francouzský námořní důstojník a fotograf († 1914)
- ? – Amédée Denisse, fotograf († 11. května 1905)
- ? – Kakoku Šima, japonský fotograf († 1870)
- ? – Ernest Candèze, fotograf († ?)
- ? – Giorgio Conrad, fotograf († ?)
- ? – Paolo Lombardi, fotograf († ?)
- ? – Paul-Émile Miot, fotograf († ?)
- ? – Marie Magdalene Bullová, norská herečka a fotografka s ateliérem v Bergenu (25. října 1827 – 17. července 1907)
- ? – Israel B. Melchior, dánský inženýr, výrobce a amatérský fotograf (12. května 1827 – 7. září 1893)
- ? – Lars Peldan, finský námořník a později fotograf, považován za prvního finského profesionálního fotografa (11. srpna 1827 - 20. listopadu 1873)